# Ralph Allan Sampson
Ralph Allan (también escrito en ocasiones como Allen) Sampson (25 de junio de 1866-7 de noviembre de 1939) fue un astrónomo británico nacido en Irlanda. Profesor de matemáticas en la Universidad de Durham y de astronomía en la Universidad de Edimburgo, desarrolló estudios teóricos sobre el movimiento de las lunas de Júpiter.

## Semblanza
Sampson nació en Schull, en el Condado de Cork (Irlanda). Era el cuarto de los cinco hijos de James Sampson, un químico metalúrgico nacido en Cornualles, y de su mujer Sarah Anne Macdermott.
La familia se mudó a Liverpool, donde Sampson acudió al instituto y después se graduó en el Universidad de St. John, Cambridge en 1888. En 1891 recibió una beca para llevar a cabo trabajos de investigación astronómica en la Universidad de Cambridge, en la que había sido alumno del astrónomo John Couch Adams, participando en la edición de la 1ª Parte del segundo volumen de los Escritos de Adams en 1900.
En 1893 fue nombrado profesor de matemáticas en la Universidad de Ciencias de Durham, en Newcastle upon Tyne, y en 1895 profesor de matemáticas en la Universidad de Durham. En diciembre de 1910 desempeñó los cargos de Astrónomo Real para Escocia (hasta 1937) y de profesor de astronomía en la Universidad de Edimburgo. Realizó trabajos pioneros para medir la temperatura de color de las estrellas, así como importantes investigaciones sobre la teoría de los movimientos de los cuatro satélites galileanos de Júpiter, por los que ganó la Medalla de oro de la Real Sociedad Astronómica en 1928, institución que presidió desde 1915 hasta 1917.
En junio de 1903 resultó elegido miembro de la Royal Society, y en 1911 de la Royal Society de Edimburgo. Fue propuesto por Sir Frank Watson Dyson, Sir James Walker, Arthur Robinson, y James Gordon MacGregor. También sirvió como vicepresidente de la Royal Society de 1915 a 1918, como secretario de 1922 a 1923, y como secretario general de 1923 a 1933. Fue galardonado con el Premio Keith en su edición de 1919-1920.
En el quinto Congreso Internacional de Matemáticos celebrado en 1912 en Cambridge, Sampson presentó un artículo titulado Algunos puntos en la teoría de errores.
Se retiró en 1937 a los 71 años de edad debido a problemas de salud, mudándose a vivir en Bath (Somerset), ciudad en la que falleció el 7 de noviembre de 1939.
Estaba casado desde 1893 con Ida Binney de St Helens.

## Publicaciones
- The Eclipses of Jupiter's Satellites (1909)
- The Sun (1914)
- On Gravitation and Relativity (1920)
- Theory of the Four Great Satellites of Jupiter (1921)

## Eponimia
- El cráter lunar Sampson lleva este nombre en su memoria.[8]

### Necrologías
- MNRAS 100 (1940) 258– 263
- Obs 63 (1940) 105 (un párrafo)

- Datos: Q954450